# Дуб Вардана Маміконяна
Дуб Вардана Маміконяна (вірм. Վարդան Մամիկոնյանի կաղնի) — один з природних об'єктів, внесених до державного списку природних пам'яток Вірменії; розташований у марзі Тавуш. Вірменія, поблизу села Акнахпюр. Загальна площа охоронної зони пам'ятки природи становить 0,1 га.
Пам'ятка являє собою впале гігантське дерево, що відноситься до виду Quercus iberica Stev. У безпосередній близькості від дерева б'є холодне джерело. Протягом багатьох століть це місце паломництва.
Дуб відомий тим, що посаджений особисто головнокомандувачем (спарапетом) вірменської армії Варданом Маміконяном перед Аварайрською битвою у травні 451 р. н. е. Це дерево вважалося найстарішим дубом, вік якого підтверджений науково-історичними джерелами. У середині листопада 1975 року під час грози дерево звалилося внаслідок удару блискавки. За даними 1960—1970 років, висота дерева становила близько 50 метрів, а гігантські корені, піднімалися приблизно на 3 метри над землею. Радянський маршал Баграмян посадив три Дуби недалеко від дуба Вардана Маміконяна.
Дуб звалився під час грози в середині листопада 1975 року
У 1996 році сюди з місцевості Верін Данагран (վերինաանաաան), поблизу Іджевана, привозити хачкар. Замовник хачкара — якийсь Аветіс, а сам хачкар датований 1301 роком.